# ペラゴルニス・サンデルシ
ペラゴルニス・サンデルシ (Pelagornis sandersi ) は、北アメリカで化石が発見され、現在は絶滅している鳥で、飛翔する鳥類としては史上最大と考えられる。嘴に歯状の構造があり、この種やオステオドントルニス等を含むペラゴルニス科の鳥類は「骨質歯鳥類」と総称される。

## 発見と研究の経緯
ペラゴルニス類の研究は古く、1857年、フランスのエドゥアール・ラルテにより翼の部分の骨格化石が報告され、ペラゴルニスの名が与えられている。すでに、アホウドリの2倍もの大きさであった可能性も示唆された。
1873年にはイギリスのリチャード・オーウェンが頭骨を報告、20世紀に入って多くの化石が追加され、全貌が明らかになった。
現時点で最大の種であるペラゴルニス・サンデルシの化石は、1983年にサウスカロライナ州のチャールストン国際空港の新ターミナル建設現場で掘り出された。この鳥が生きていた2500万年前、ここは海面が10メートル高く、海であった。発掘を指揮したアルバート・サンダース (Albert E. Sanders) は古代のクジラの専門家で、チャールストン博物館の館長も務めた研究者である。発見された頭骨、翼、脚部の骨は長らくチャールストン博物館で引出しにしまわれたままだったが、ある日サンダースが米国ノースカロライナ州立大学・ブルース博物館（コネチカット州グリニッジ）の鳥類古生物学者ダニエル・セプカ (Daniel T. Ksepka) にそれを見せたことで。この鳥は2014年にセプカによって新種と同定され、サンダースにちなんでペラゴルニス・サンデルシと命名された。
ペラゴルニス・サンデルシの化石は2500万年前のものであり、これは漸新世のチャッティアンにあたる。

## 体格
ペラゴルニスのサイズは、これまで最大とされてきた（やはり絶滅種の）アルゲンタヴィスを上回るものである。羽毛を除いた場合、アルゲンタヴィスの翼開長は約4メートルだが、ペラゴルニス・サンデルシはさらに約1.2メートル以上長い。
チャールストン空港から出土した極めて保存の良い骨格と、これまで発見されたほかのペラゴルニス類の標本を比較検討して質量・翼開長・翼形状を推測し、復元した結果、ペラゴルニス・サンデルシの翼開長は6.06メートルから7.38メートルに及んだとセプカは記している。
もし大きい方の見積もりが正しいならば、現在生息する飛翔可能な鳥のうち最大の翼開長を持つワタリアホウドリの2倍以上にあたり、かつて発見された飛翔可能な鳥のうち最大となる。
一方、翼骨は厚さ1ミリほどと非常に脆弱である。体重は21.9キログラムから40.1キログラムと推定され、これは鳥の飛行原理に関する一般的理論からしてあまりに重く、この鳥がまさか飛べたとは驚きだと複数の科学者は述べている。脚は短くずんぐりしている。
ペラゴルニス科の他の種と同様、ペラゴルニス・サンデルシも歯らしきものを持つが、それは現在の動物のそれとは異なる。セプカによると「エナメル質は無く、歯槽に生えているわけでもなく、一生を通じて抜けたり生え変わったりもしない」。これは嘴から伸びた骨質の突起であり、生きていた時には嘴の表層と同じ成分でできた膜が表面を覆い、獲物を引っ掛けて離さないよう役立ったとみられる。

## 飛翔
現在の大型鳥類が上昇気流を利用して高高度を飛行するのと異なり、ペラゴルニス・サンデルシのような更に巨大な海鳥は、海上の低高度をグライダーのように長距離・長時間にわたって滞空していたとみられる。
セプカは、この鳥が飛べたのは比較的小さな胴体と長い翼が一因であり、それゆえアホウドリのように、洋上で長時間を過ごし、海面から吹き上がる風流を利用して滞空を続けたと考えている。
従来の飛行モデルからすると、ペラゴルニス・サンデルシの翼は長さに比してあまりに脆弱であり、また体重も重く、この鳥の飛行能力は疑問視されていた。しかしセプカはコンピュータを使い、この鳥の飛行筋肉エネルギー、羽ばたくスタイル、体格など各種の推定値を24パターンにわたってシミュレーションし、その結果この鳥は上昇気流に効率よく乗る能力を備え、いったん飛び立てば大きな翼の翼端に生じる乱気流の抗力を受けにくく、一週間以上にわたり滞空することも可能だったであろうという結論に至った。最大飛行速度は時速40キロメートルないし60キロメートルと推測されている。
離陸能力について、セプカは「強風に乗って体が宙に浮かぶのを海岸でひたすら待っていた」と推測しており、あるいは崖の端から飛び跳ねることによってのみ離陸できたのかもしれない。また着陸は、脆い羽根を持つこの鳥にとって危険を伴うものだったと思われる。
南カリフォルニア大学の解剖学者マイケル・ハビブ(Michael Habib)は、ペラゴルニス類の短く強い後足には水かきがあり、骨は強大な筋肉を支え得たため、翼開長に比べれば小さな体躯を水面から離陸させるのに有利であったろうと唱えている。

## 翼竜との比較
ペラゴルニス・サンデルシの6.06〜7.38メートルの翼開長は既知の鳥類のなかで最大と思われるが、さらに大きな飛翔可能な既知の動物にははるかに及ばない。ハツェゴプテリクスやケツァルコアトルスのような空飛ぶ翼竜は、10〜11メートルの翼開長を持っていたと考えられている。